# Anthenoides laevigatus
Anthenoides laevigatus är en sjöstjärneart som beskrevs av Yin-Xia Liao och A.M. Clark 1989. Anthenoides laevigatus ingår i släktet Anthenoides och familjen ledsjöstjärnor. Inga underarter finns listade i Catalogue of Life.